# Thargelia spinipes
Thargelia spinipes är en fjärilsart som beskrevs av Sukhareva 1970. Thargelia spinipes ingår i släktet Thargelia och familjen nattflyn. Inga underarter finns listade i Catalogue of Life.